# 龙皮县
10°45′S 33°50′E / 10.750°S 33.833°E
龙皮县（Rumphi District）是馬拉維北部的一個縣，屬於北部區的一部分，該縣北臨奇蒂帕縣和卡龍加縣，東接馬拉維湖，南毗恩卡塔贝县和姆津巴縣，西鄰贊比亞，面積4,769平方公里，人口128,360。